# COS82
COS82 – czerwony olbrzym znajdujący się w galaktyce UGC 9749 w konstelacji Wielkiej Niedźwiedzicy w odległości 220 000 lat świetlnych od Ziemi. Oznaczenie pochodzi od nazwy katalogu gwiazd typu widmowego O (ang. Catalogue of O-type Stars).
COS82 jest pierwszą gwiazdą spoza Drogi Mlecznej, w której wykryto obecność toru. Dokonali tego w 2007 roku japońscy naukowcy z National Astronomical Observatory of Japan oraz Osaka Kyoiku University przy pomocy 8,2-metrowego teleskopu Subaru i spektrografu o dużej rozdzielczości (ang. High Dispersion Spectrograph - HDS). Aby uzyskać odpowiednie widmo potrzebna była ekspozycja trwająca 3 godziny.
Wcześniejsze badania wskazywały, że gwiazda zawiera znaczne ilości pierwiastków cięższych od żelaza. W wyniku badań japońskiego zespołu ustalono, że zawartości poszczególnych pierwiastków w COS82 są podobne, jak w przypadku gwiazd Drogi Mlecznej.
Ilość toru w gwieździe wskazuje na wiek co najmniej 12 miliardów lat, czyli zbliżony do najstarszych gwiazd Drogi Mlecznej, jednak aby ustalić go dokładniej potrzebne są linie uranu.